# シモン1世
シモン1世（グルジア語: სიმონ I）は、カルトリ王国の王（在位：1556年 - 1569年、1578年 - 1599年）。